# Selenomonas lipolytica
Selenomonas lipolytica è una specie di batterio appartenente alla famiglia delle Acidaminococcaceae.